# Malawi aux Jeux olympiques d'été de 2004
Le Malawi a envoyé 4 athlètes aux Jeux olympiques d'été de 2004 à Athènes en Grèce. 

## Résultats

### Athlétisme
800 mètres hommes :
- Kondwani Chiwina
  - 1er tour : 1 min 49 s 87  (8e dans la 5e série, éliminé, 65e au total) (Record personnel)

5 000 mètres femmes :
- Catherine Chikwakwa
  - 1er tour : 15 min 46 s 17 (15e dans la 2e série, éliminée, 28e au total)

### Natation
50 mètres nage libre hommes :
- Yona Walesi
  - 34.11 s (83e au total, éliminé)

50 mètres nage libre femmes :
- Han Choi
  - 31.62 s (69e au total, éliminée)

## Officiels
- Président : Jérôme Waluza
- Secrétaire général : James Gwaza